# 巴勒迪克果醬

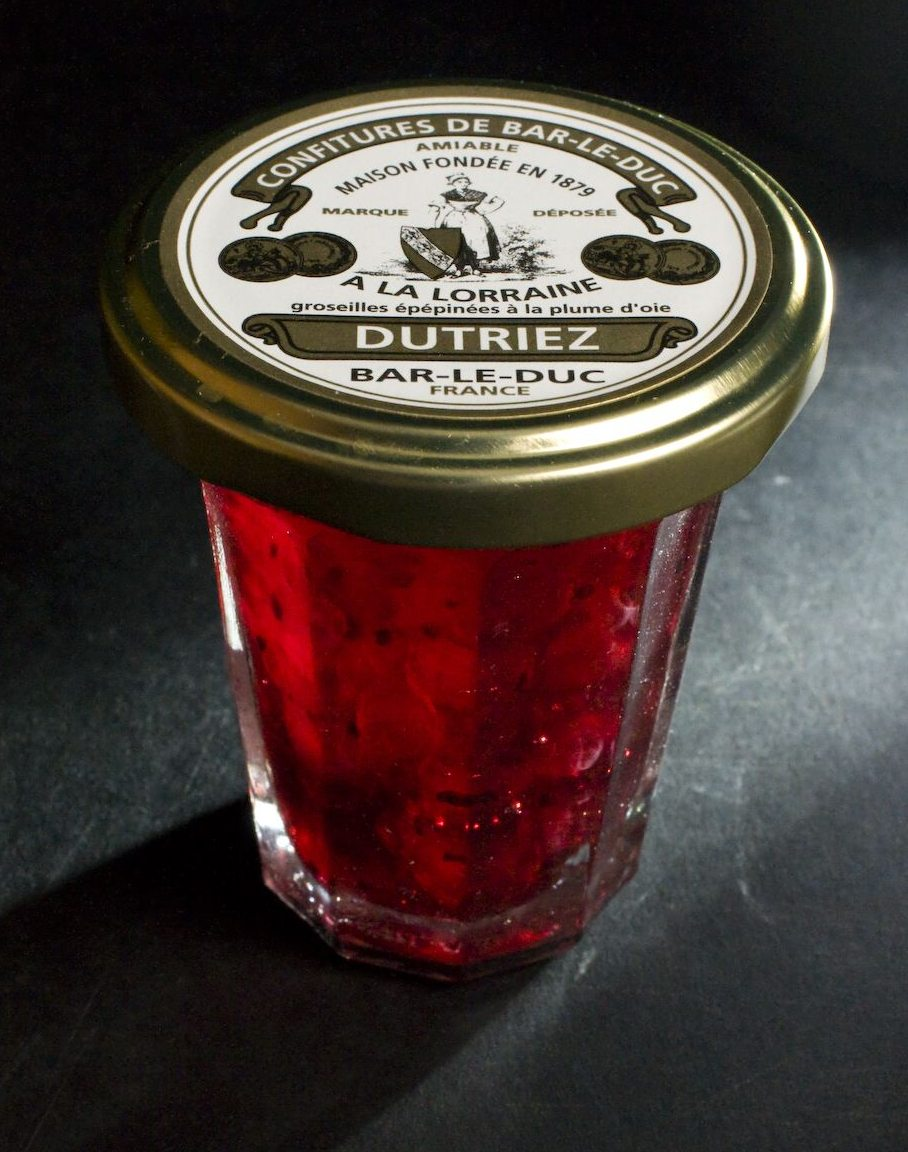
一罐巴勒迪克紅果醬

巴勒迪克果醬是起源於法國巴勒迪克鎮（法語： 法語發音：[baʁ lə‿dyk]）的高級果醬。它通常選用白加侖或紅加侖作為原料，以經人工挑選的醋栗（加侖）全果製成。它的歷史最早可追溯至1344年的古文獻，由於巴勒迪克和前洛林省相鄰，當時便以「洛林果醬」為名記載。

## 外部連結
- House of Dutriez Confitures à la Lorraine （页面存档备份，存于） (House of Dutriez).
- Homepage of the City of Bar-le-duc, France （页面存档备份，存于）, in French.